# Ilemodes astriga
Ilemodes astriga là một loài bướm đêm thuộc phân họ Arctiinae, họ Erebidae.